# Васютино (Павлово-Посадский городской округ)
Васютино — деревня в Московской области России. Входит в Павлово-Посадский городской округ.  Население — 447 чел. (2010).

## География
Деревня Васютино расположена в северной части городского округа, примерно в 14 км к северу от города Павловский Посад. Высота над уровнем моря 140 м. К деревне приписано 71 СНТ. Ближайший населённый пункт — деревня Алексеево.

## История

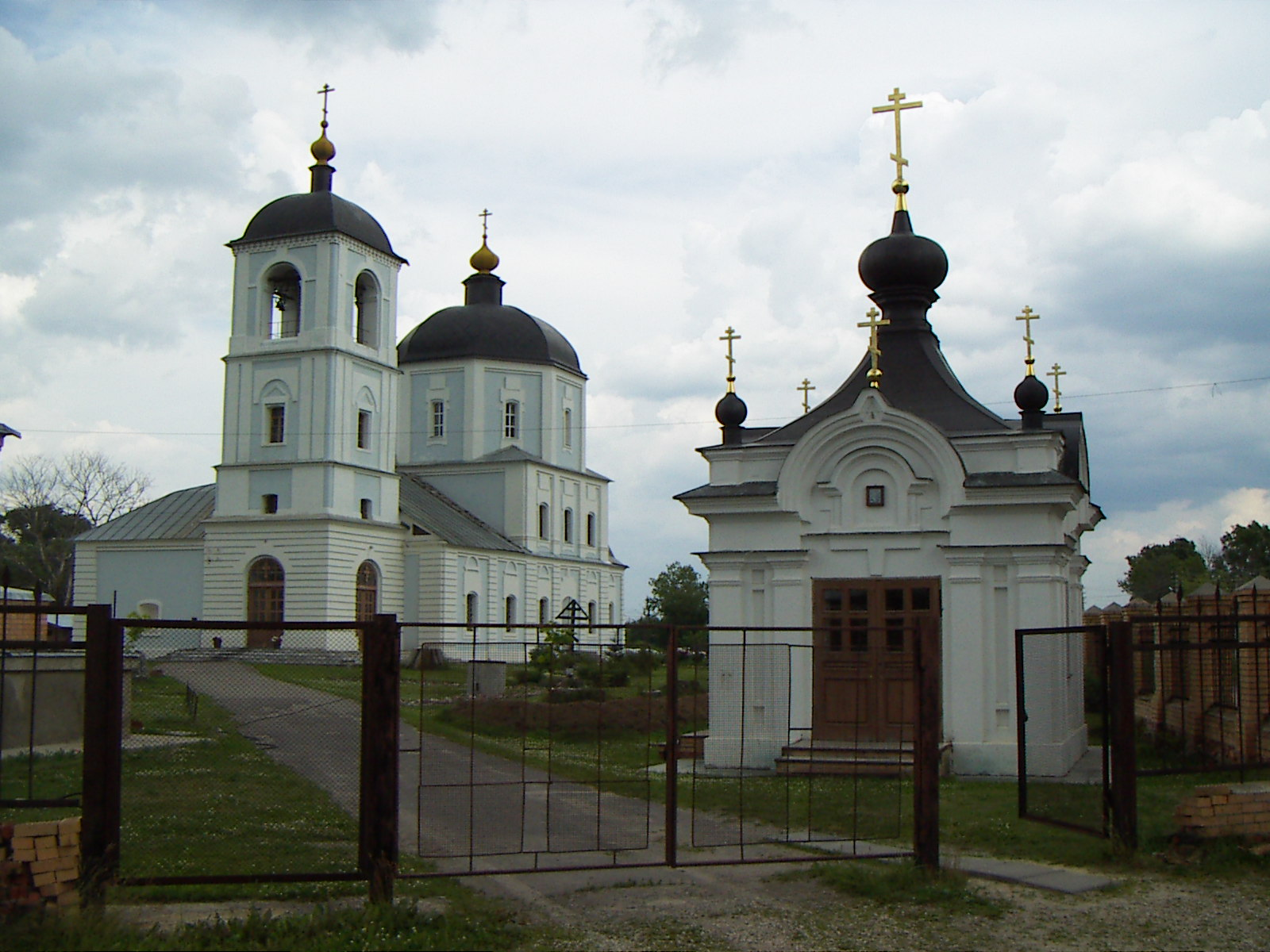
Храм Николая Чудотворца в Васютино

В 1926 году деревня являлась центром Васютинского сельсовета Павлово-Посадской волости Богородского уезда Московской губернии, имелась школа 1-й ступени и мельница комитета крестьянского общества взаимопомощи (ККОВ).
С 1929 года — населённый пункт в составе Павлово-Посадского района Орехово-Зуевского округа Московской области, с 1930-го, в связи с упразднением округа, — в составе Павлово-Посадского района Московской области.
До муниципальной реформы 2006 года Васютино входило в состав Кузнецовского сельского округа Павлово-Посадского района.
В деревне имеется храм Николая Чудотворца.
С 2004 до 2017 гг. деревня входила в Кузнецовское сельское поселение Павлово-Посадского муниципального района.

## Население
| 1926 | 2002 | 2006 | 2010 |
| ---- | ---- | ---- | ---- |
| 425  | ↘328 | ↘317 | ↗447 |

В 1926 году в деревне проживало 425 человек (192 мужчины, 233 женщины), насчитывалось 67 хозяйств, из которых 59 было крестьянских. По переписи 2002 года — 328 человек (159 мужчин, 169 женщин).